# Green Day
Green Day – amerykański zespół punkrockowy powstały w 1986 z inicjatywy wokalisty i gitarzysty Billiego Joe Armstronga i basisty Mike’a Dirnta w Rodeo, w Berkeley i w stanie Kalifornia. Na początku działalności grupy perkusistą był Al Sobrante. Po wydaniu płyty „1,039/Smoothed Out Slappy Hours” w 1991 r. porzucił zespół na rzecz nauki w college’u. Na jego miejsce przyszedł Tre Cool. W 1994 roku zespół wydał album „Dookie”, który okazał się wielkim sukcesem (15 milionów sprzedanych płyt na świecie). Już pierwszy singiel z tej płyty, „Longview” uzyskał 1. miejsce na liście Billboard Modern Rock Tracks, które później było okupowane przez inne single z tej płyty („Basket Case” i „When I Come Around” utrzymywały się na nim przez 7 tygodni).
W 2004 roku grupa wydała album nazywany przez krytyków punk-operą – „American Idiot”, którego światowa sprzedaż wyniosła 14 milionów płyt, w tym 10 milionów w USA. W tekstach Billie Joe krytykuje rządy George’a Busha. Płyta powstała przypadkowo, gdyż materiał do następnego albumu Green Day – „Cigarettes and Valentines” – został skradziony ze studia nagraniowego. Trzy spośród pięciu singli z tej płyty uplasowało się na szczycie listy Modern Rock, a najbardziej znany – „Boulevard of Broken Dreams” – znalazł się na 2. miejscu listy Billboard Hot 100. Pod koniec 2006 roku zespół rozpoczął współpracę z NRDC (The Natural Resources Defense Council). Instytucja ta ostrzega ludzi o zbytnim uzależnieniu USA od ropy naftowej i daje rady jak nie przyczyniać się do degradacji środowiska. 27 lipca 2007 w Stanach Zjednoczonych odbyła się premiera kreskówki „The Simpsons” z udziałem Green Day.
Do marca 2013 roku zespół sprzedał ponad 75 milionów płyt na całym świecie. Największą sprzedaż uzyskały albumy „Dookie” (15 milionów) i „American Idiot” (14 milionów).
W kwietniu 2015 roku Green Day został wprowadzony do Rock and Roll Hall of Fame.

## Biografia[1]

### Lookout: początek (1987–1992)

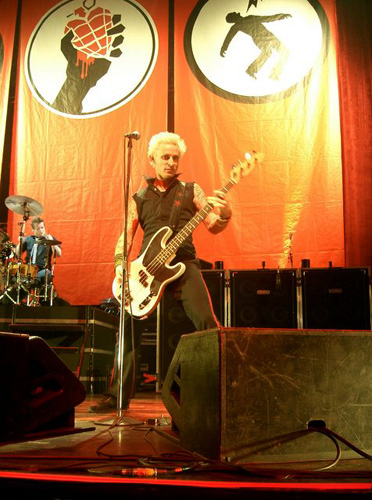
Mike Dirnt i Tre Cool w tle podczas trasy koncertowej promującej album „American Idiot”.

Członkowie Green Day dużo przeszli zanim stali się gwiazdami światowego formatu. W ich rodzinnym mieście wspominają ich dobrze. „Są grupą fajnych facetów. Nigdy nie dziurawili ścian, nie zarzygali sceny podczas występów” – tak wspominają bywalcy Gilman Street gdy Green Day grali tam jeszcze jako nastolatkowie. „Pomimo że ich występy ukazują ich jako błaznów i nieodpowiedzialnych ludzi, to są w końcu już żonaci i ustatkowani. Chcą być uczciwymi ludźmi, chcą założyć normalne, szczęśliwe rodziny – takie rodziny jakich nigdy nie mieli."
Do spotkania między przyszłymi muzykami zespołu doszło w barze. Mike i Billie mieli wtedy po 10 lat i od tamtej pory są najlepszymi przyjaciółmi. Obaj nie mieli łatwego życia: Mike wychowywał się w domu dziecka, a później w rodzinie zastępczej, natomiast Billie bardzo mocno przeżywał śmierć swego ukochanego ojca – notabene muzyka jazzowego. W późniejszym czasie poświęcił mu nawet piosenkę „Rotting”. Jedną z ważniejszych pamiątek po ojcu była gitara, którą podarował Billiemu tuż przed śmiercią.
Mike często przebywał w domu Billiego. Wtedy zaczęli interesować się muzyką, a starsi bracia Billiego podsuwali im kasety z nagraniami punkowych zespołów takich jak: Ramones, Sex Pistols czy Buzzcocks. Oszczędzając pieniądze, mogli sobie po jakimś czasie kupić porządne gitary. Wówczas Billie zdobył swojego ukochanego Stratocastera, na którym gra do dziś.
W 1987 powstał zespół Sweet Children. Skład uzupełnił perkusista John Kiffmeyer (Al Sobrante), a Mike postanowił zająć się grą na gitarze basowej. Ich występy można było oglądać przy Gilman Street, teraz jednym z najbardziej znanych miejsc, wówczas malutkim klubie. Istotne jest to, że Green Day nawet teraz daje tam koncerty, nie zapominając tym samym, że właśnie tamtemu miejscu zawdzięczają w dużej mierze swój sukces. „To miejsce i klimat było ratunkiem dla mnie od problemów” – mówi Billie dla magazynu Rolling Stone. Chłopaki próbowali pogodzić szkołę z graniem. Green Day, wtedy jeszcze pod nazwą Sweet Children, wydał swój pierwszy singiel, „Sweet Children”, dla wytwórni Skene!. Miało to miejsce w 1988 roku, a więc wtedy, gdy całe trio miało zaledwie po 16 lat. Niedługo potem już jako zespół Green Day wydali kolejny singiel.
Wówczas do akcji wkroczył Lawrence Livermore – głowa wytwórni Lookout!, któremu bardzo spodobał się styl w jakim grał zespół. Zaproponował wówczas 17-letnim muzykom poważny kontrakt na nagranie najpierw EPki- 1,000/hours, potem płyty długogrającej. Muzycy niezwłocznie nagrali materiał na 39/Smooth, na który składało się 10 piosenek. I tak oficjalnie nazywał się przez pewien czas pierwszy album Green Daya. Green Day wydał jednak później kolejnego singla „Slappy” i postanowiono 39/Smooth oraz 1,000/hours połączyć ze Slappy. W ten sposób powstała nowa lista utworów, a album wzbogacono jeszcze o piosenkę I Want to Be Alone i nazwano „1,039/Smoothed Out Slappy Hours”. Zespół wyruszył w mini-tournée po stanie Kalifornia. Tydzień przed premierą jeszcze 39/Smooth, a w przeddzień osiemnastych urodzin Billie porzucił szkołę.
W tym samym czasie, we Frankfurcie nad Menem, wychowywał się Frank Edwin Wright III (Tre Cool). Jego sąsiadem i dobrym przyjacielem był sam Lawrence Livermore. Po tournée Green Daya, zespół opuścił Al Sobrante, ponieważ stwierdził, że „nie może do końca życia biegać po scenie”. Zastąpił go Tre Cool, który do dziś jest najbardziej charakterystycznym członkiem zespołu, znanym ze swoich intrygujących wypowiedzi i zachowań. W roku 1992 Green Day nagrał płytę Kerplunk!. Był to album nietypowy, bowiem 4 ostatnie piosenki pochodziły z singla „Sweet Children” wydanego 3 lata wcześniej. Niemniej album cieszył się sporym zainteresowaniem, również ze strony dużej wytwórni Warner. Trasa koncertowa została zrobiona z większym rozmachem i objęła również Europę, w tym także Polskę. Green Day odwiedził Białystok, Gryfino i Bydgoszcz, a supportował zespół Sink.

### Sukces Dookie (1993–1995)
Rok 1993 to przełom w twórczości zespołu. Green Day odszedł od Lawrence’a Livermore’a i Lookout! i przeszedł do dużej wytwórni – Warnera. Tam zespołem zaopiekował się młody producent, Rob Cavallo. Pierwszym singlem wydanym w tej wytwórni był „Welcome To Paradise”, do którego nie zrobiono teledysku. Natomiast następny singel, „Longview” i teledysk do niego, który miał znaleźć się na następnej płycie, zapowiadał zmianę w życiu zespołu. Kolejny singiel, „Basket Case” stał się najbardziej charakterystyczną piosenką Green Daya.
11 stycznia 1994 wyszedł album Dookie. Zdobył on uznanie fanów i krytyków, czego dowodem były liczne nagrody i wyróżnienia, jakie zespół otrzymał za tę płytę.
Nieco później zespół został zaproszony na Woodstock '94. Koncert został zapamiętany przez wielu mieszkańców USA jako błotny koncert. To wydarzenie miało duży wpływ na zwiększenie się liczby fanów tria z Berkeley. Green Day miał dużą siłę przebicia, dzięki czemu muzyka punkrockowa zaczęła być dostrzegana w mediach. To pozwoliło zaistnieć innym świetnym zespołom, które być może w innych okolicznościach nie wypromowałyby się. Punk rock, który grał Green Day miał inny kształt niż ten w latach 70. Mike Dirnt przyznał, że nie mógłby się utrzymywać z muzyki bez wsparcia dużych firm fonograficznych oraz mediów: „Sprzedawanie nie pasuje do tego co przekazujemy w tekstach. Ale nie wiemy jak temu zaradzić, nie wynaleźliśmy jeszcze złotego środka na to.”. Billie Joe dodał: „Nie pochodzimy ze świata, w którym na porządku dziennym był widok kupy szmalu”. Trzeba jednak przyznać, że zespół w każdym momencie swojej kariery zachowywał się dobrze – Green Day często daje darmowe, charytatywne koncerty oraz dba o to, by wpływy z dwóch pierwszych albumów szły faktycznie w 100% do wytwórni Lookout!. Konsekwentnie wspiera tę wytwórnię i tamtejszą scenę niezależną.
Przedsmakiem zbliżającego się nowego albumu była piosenka „J.A.R.(Jason Andrew Relva)”, która ukazała się na soundtracku do filmu Angus. Piosenkę tę napisał Mike Dirnt ku pamięci swego tragicznie zmarłego przyjaciela.
11 października 1995, zespół wydał nową płytę – „Insomniac” – album zbliżony stylistycznie do Dookie, lecz bardziej pesymistyczny. Pierwszym singlem promującym album został „Geek Stink Breath” z dość oryginalnym teledyskiem, pokazującym zabieg wyrywania zęba. Teledysk był do tego stopnia kontrowersyjny, że stacja telewizyjna, MTV początkowo nie chciała go puszczać. Klip można było oglądać tylko w godzinach nocnych. Kolejny singiel to „Stuck With Me”, a następny „Brain Stew/Jaded” będący połączeniem dwóch piosenek. Ostatnim klipem promującym „Insomniac” został ironiczny i pełen humoru „Walking Contradiction”. Był on zarazem najdroższym klipem Green Daya. Płytę Insomniac podsumowała nagroda Grammy jaką zespół dostał w kategorii najlepszy zespół.

### Nimrod (1996–1998)
Po niemal roku oczekiwania pojawił się singiel „Hitchin' A Ride” promujący nowy album, którego premierę wyznaczono na 14 października 1997. Album Nimrod zaskoczył publiczność nowym stylem. Znajdowały się na nim piosenki bardzo zróżnicowane muzycznie: ballady „Redundant” i „Good Riddance (Time of Your Life)”, beatlesowskie „Worry Rock”, „King For A Day” zawierająca elementy ska, czy parodia death metalu – „Take Back”. Następnym singlem z albumu Nimrod był „Good Riddance (Time of Your Life)”, do którego został nakręcony teledysk. Zespół wydał także single „Redundant” i „Nice Guys Finish Last”. Później Green Day wyruszył w największą do tej pory trasę koncertową, na którą zaprosił Jasona White’a jako dodatkowego gitarzystę. Jason White jest członkiem zespołów Pinhead Gunpowder i Influents. Po zakończeniu tournée ukazał się instrumentalny klip „Last Ride In”.

### Przerwa (1999)
Na kolejny album fani musieli czekać 2 lata. Zespół w ogóle nie pokazywał się w mediach. W tym czasie członkowie przechodzili problemy rodzinne, m.in. Mike i Tré rozwodzili się ze swoimi żonami. W międzyczasie Billie zajmował się swoim drugim zespołem Pinhead Gunpowder, z którym wydał płytę.

### Warning (2000–2003)
Po przerwie Green Day wrócił z nową piosenką pt. „Minority”, której klip przedstawiał zespół na miniscenie przejeżdżający przez Broadway podczas parady. Symbolizowało to triumfalny powrót zespołu na scenę muzyczną. „Minority” przez 4 tygodnie gościło na pierwszym miejscu amerykańskiej listy przebojów MTV. Miesiąc po premierze singla, 2 października 2000 wydano album Warning, który stylistycznie zbliżony był do Nimroda, lecz był przy tym bardziej spójny. Kolejnym singlem został wybrany tytułowy „Warning”, trzecim zostało „Waiting”.
W październiku 2001 ukazał się następny album – „International Superhits!”, który zawierał najlepsze piosenki zespołu. Oprócz albumu, ukazała się płyta DVD i kaseta VHS ze wszystkimi dotychczas nagranymi teledyskami. Była to druga płyta DVD wydana przez zespół – wcześniej na DVD wydano singla Waiting.
"International Superhits” promuje ballada „Macy's Day Parade” i starannie zrealizowany teledysk: mamy wrażenie ciągłego podążania kamery za idącym wokalistą.
Kolejnym singlem zostało „Poprocks & Coke”. Teledysk do tego utworu to montaż kilkunastu scen, które nakręcono podczas nagrywania tej piosenki w studio.
Zespół w międzyczasie wystąpił w programie Hall Of Fame poświęconym zespołowi Ramones, a przede wszystkim niedawno zmarłemu Joeyowi Ramone. Zespół wykonał dwa covery Ramones: Blizkrieg Bop i Teenage Lobotomy.
Wkrótce Green Day zajął się nagrywaniem piosenki na składankę wytwórni Adeline Records. Utwór zatytułowany „Ha, Ha, You're Dead” ukazał się w kwietniu na składance „Every Dog Will Have Ate”. Jednak dwa miesiące wcześniej Green Day i zespół Blink-182 ustalili wspólną trasę koncertową. Pomysł ten okazał się sukcesem, gdyż w pierwszej dziesiątce koncertów plenerowych w USA o największej liczbie uczestników, znalazło się aż 7 koncertów z trasy Green Day i Blink-182, a w tym 5 w pierwszej piątce (stan na I połowę 2002).
Zespół po zakończeniu trasy koncertowej, nagrał nowy album – Shenanigans. Jest to album zawierający piosenki, które wcześniej znalazły się na singlach. Skomponowana przez Tré Coola piosenka D.U.I. mająca znajdować się na płycie, nie ukazała się na albumie wydawanym w Ameryce i Europie, lecz tylko w Japonii.

### American Idiot (2004–2005) i Bullet in a Bible (2005–2007)
Tuż po poprzednim albumie zespół zaczął pracować nad kolejnym mającym nazywać się Cigarettes and Valentines. Na album trafiło 20 piosenek. Niestety płyta została skradziona ze studia nagraniowego. Zespół później już nie próbował odtworzyć albumu. Billie wtedy się załamał i wyjechał na miesiąc od rodziny. Tre na ich oficjalnej stronie poprosił tylko o to, że jeśli ktoś wyda tę płytę, to żeby dał chociaż przyzwoitą okładkę. Zespół jednak pozbierał się po tym przykrym incydencie i zaczął pracować nad nowym albumem. Każdy z członków zespołu samotnie pisał piosenki. Powstały dwa trwające po 9 minut utwory. Billie Joe stwierdził, że wcześniej obawiał się banalnego solowego grania na gitarze, więc na nowym albumie pokazał swoje nowe pomysły. W rezultacie zespół otrzymał nagrodę za singiel American Idiot, który promował nowy album o tym samym tytule.
Album „American Idiot” miał swoją premierę 21 września 2004 roku i zaraz po Dookie okazał się najbardziej przełomowym albumem w dorobku Green Day. Ma na celu krytykowanie wojen, postępowania prezydenta Stanów Zjednoczonych – George’a W. Busha. Niespełna dwa miesiące po premierze zespół był obecny na różnych ceremoniach i zgarniał sporo nagród. Po wydaniu został nazwany „operą rockową”, a także albumem koncepcyjnym. Drugie określenie odnosiło się głównie do piosenki pt. „Jesus of Suburbia”, która jest jedną z tych 9-minutowych utworów. 1 lutego 2004 zespół wydał singla „I Fought the Law”, cover Sonny Curtis, piosenka nie została wydana na albumie. Nowy album niósł za sobą wiele zmian, m.in. członkowie zespołu zmienili swoje instrumenty.
Billie Joe Armstrong zastąpił swoją gitarę, replikę kopii Fender Stratocastera, na której grał od dziesiątego roku życia, na gitarę Gibson Les Paul Junior. Mike Dirnt używał gitary basowej firmy Gibson Guitar Corporation, lecz zmienił ją na Fender Precision Bass. Tré Cool grał dotychczas na perkusji firmy Slingerland, z której zrezygnował po zakupie instrumentu wyprodukowanego przez Ludwig-Musser.
W 2005 zespół odbył najdłuższe tournée w swojej karierze. Trasa obejmowała 150 koncertów w różnych krajach na świecie. 7 czerwca zespół odwiedził Polskę i zagrał koncert w katowickim Spodku. Na koncertach tej trasy Green Day kontynuowali przedstawienia związane z różowym królikiem i niezręczną pszczołą, a także pokaz, w którego trakcie Armstrong zakładał koronę i jedwabną pelerynę na piosenkę „King For A Day”. Podczas trasy koncertowej American Idiot, Green Day sfilmowali i nagrali dwa koncerty w Milton Keynes National Bowl, w Anglii, które w magazynie Kerrang! zostały nazwane „najlepszym pokazem na Ziemi”. Te nagrania zostały opublikowane na CD&DVD nazwanym Bullet in a Bible. DVD zawiera także film zza kulis.
W sierpniu 2006 album „American Idiot” zyskał miano platynowej płyty. Zespół zaczął też bardziej angażować w akcje charytatywne oraz przyłączył się do organizacji ochrony środowiska NRDC. We wrześniu 2006 roku wraz z U2 nagrali singiel z coverem piosenki The Skids „The Saints Are Coming”. Cały dochód ze sprzedaży przekazany został ofiarom huraganu Katrina w Nowym Orleanie, gdzie później Billie Joe wraz z rodziną i Jasonem White'em w ramach organizacji charytatywnej Habitat for Humanity pomagali odbudowywać domy, które zostały zniszczone przez huragan. 12 czerwca 2007 roku ukazała się składanka pt.: „Instant Karma”, na której został umieszczony utwór Johna Lennona „Working Class Hero” w wykonaniu Green Day. Była to kolejna akcja, w którą włączył się zespół w ramach kampanii Amnesty International – Save Darfur. 27 lipca w Stanach Zjednoczonych odbyła się premiera kreskówki „The Simpsons”, dla której Green Day wykonali motyw przewodni.

### 21st Century Breakdown (2009–2011)
Zespół pracował nad nową płytą od 2006 roku. Konkretne oznaki produkcji pojawiły się dopiero w 2008 roku, gdy do Internetu trafiło nagranie ze studia. Na YouTube pojawiły się dwa filmy, które przedstawiały zespół i producenta Butcha Viga pracujących nad brzmieniem albumu. Na stronie oficjalnej zespołu pojawiła się wówczas informacja o nadchodzącej premierze płyty i nowej trasie koncertowej. Prace nad płytą zostały zakończone w kwietniu 2009 roku. Na stronie zespołu pojawiły się fragmenty utworów, a gazety rozpisywały się nad nowym brzmieniem Green Day. 16 kwietnia ukazał się pierwszy singiel zatytułowany „Know Your Enemy”, a miesiąc później 15 maja 2009 roku swoją światową premierę, w całej swej okazałości, miał album zatytułowany „21st Century Breakdown”. Album zawiera 18 utworów podzielonych na trzy akty: Heroes and Cons, Charlatans and Saints i Horseshoes and Handgrenades. Jest to opowieść o parze młodych ludzi: Christianie i Glorii, mająca zachęcić ludzi do aktywnego życia politycznego. Niedługo po premierze płyta zajęła pierwsze miejsca na listach sprzedaży w czternastu krajach, aż w końcu uzyskała status złotej, jak i również platynowej płyty.
Płytę promują jeszcze 4 single: 21 Guns, East Jesus Nowhere (tylko w USA i Wielkiej Brytanii) oraz 21st Century Breakdown. Do każdego singla nakręcono teledysk, z czego East Jesus Nowhere jest kompilacją ujęć z koncertów trasy 21st Century Breakdown. 1 kwietnia 2010 wydano kolejny singiel „Last of the American Girls”, do którego nagrano teledysk.

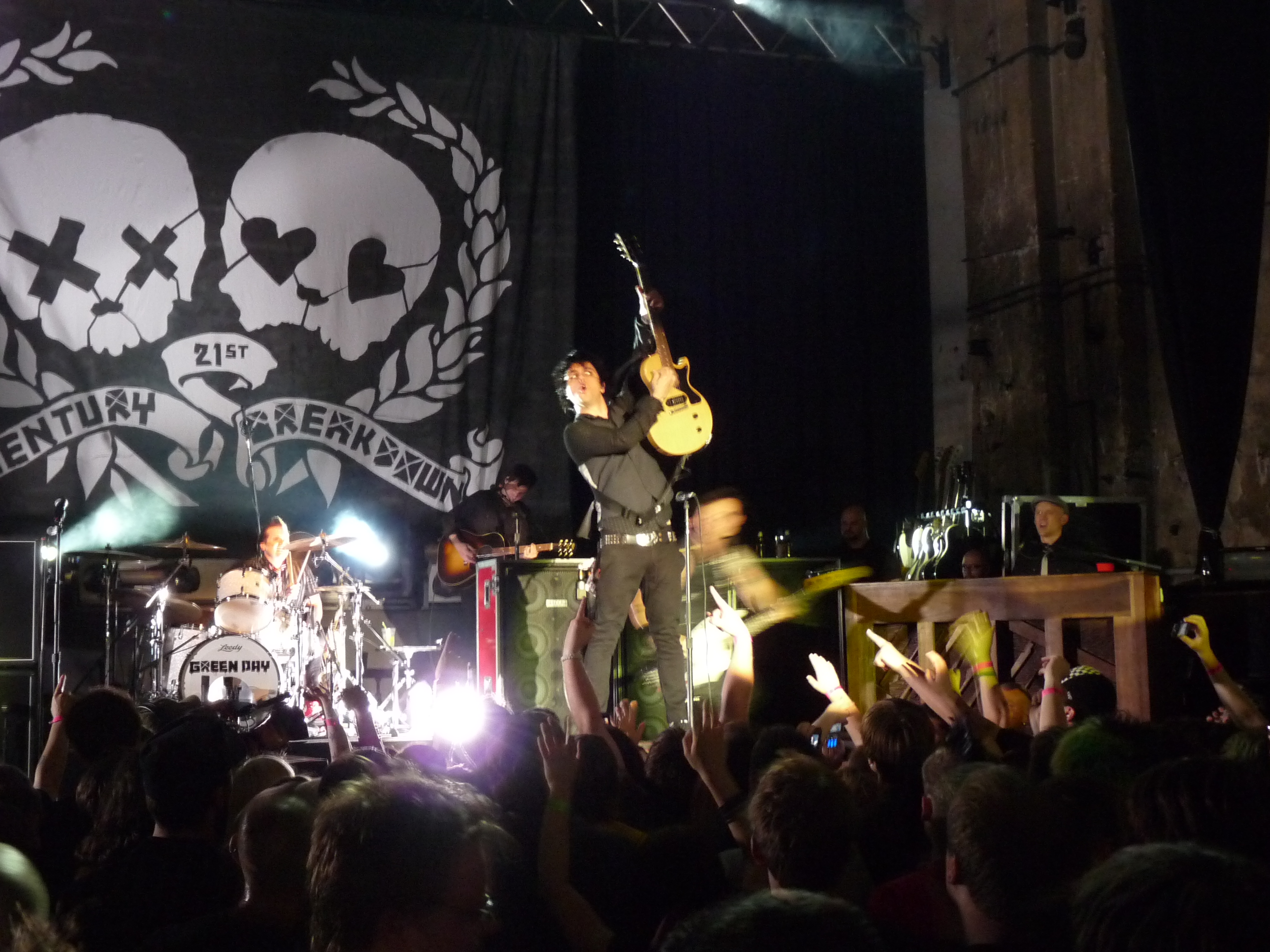
Green Day podczas trasy koncertowej promującej album 21st Century Breakdown.

Oficjalna trasa zaczęła się w lipcu 2009, ale już wcześniej (kwiecień-maj) zespół występował w kilku miastach Kalifornii i Europy, gdyż jak stwierdził Billie Joe – musieli poćwiczyć przed główną trasą.
W międzyczasie 15 września br. na deski teatru Berkeley Repertory w Berkeley (Kalifornia) trafił musical „American Idiot”, który opiera się na historii Jesus of Suburbia, St. Jimmy’ego i Whatsername z albumu American Idiot. Ostatnie wystawienie sztuki zaplanowano na 11 października, lecz pod naciskiem teatru i producentów data zakończenia przesunięto na 15 listopada. Obecnie musical jest przenoszony na deski teatru Broadway. Na rynek wyszła też płyta „American Idiot The Original Broadway Cast Recording”, która zawiera wszystkie utwory z musicalu oraz kilka innych z albumu „21st Century Breakdown”. Dodatkowo na albumie ukazał się nowy utwór „When It's Time” nagrany przez zespół Green Day.
22 marca wyszedł dwupłytowy album Awesome As Fuck, który jest zbiorem nagrań z koncertów w przypadku CD, natomiast na DVD znajduje się koncert z Tokio.

### ¡Uno!, ¡Dos!, ¡Tré! (2012–2014)
25 września 2012 miał premierę kolejny studyjny album zatytułowany ¡Uno!. Znalazło się na nim 12 piosenek, które stylem delikatnie nawiązują do Popu i wczesnych The Beatles. Na okładce albumu pojawił się Billie Joe Armstrong, główny lider, gitarzysta prowadzący i wokalista zespołu. 13 listopada 2012 odbyła się premiera drugiego albumu z zapowiedzianej trylogii – ¡Dos!. Twarzą okładki jest Mike Dirnt, lider i basista zespołu. Ostatni ¡Tré!, trafił do sklepów 10 grudnia 2012, lecz początkowo jego premiera była zaplanowana na styczeń 2013 roku. W ramach rekompensaty za odwołane koncerty, do czego przyczynił się odwyk wokalisty, jego wydanie zostało przyspieszone. Twarzą albumu jest Tré Cool, perkusista.
Green Day w marcu 2013 wyruszył w trasę 99 Revolutions Tour. W marcu i kwietniu grali koncerty w USA. Trasa Europejska trwała od 22 maja do 24 sierpnia. Zespół odwiedził też Polskę. 18 czerwca zagrali w Łódzkiej Atlas Arenie. W 2014 zagrali 6 koncertów w Australii. Po tych koncertach trasa 99 Revolutions Tour przeszła do historii.

### Przerwa (2014–2016)
Green Day 18 kwietnia 2015 dołączył do Rock and Roll Hall of Fame. Ceremonia odbyła się w Public Hall w Cleveland w stanie Ohio.

### Revolution Radio (od 2016)
Pierwsza wzmianka o nowym albumie pojawiła się w kwietniu 2015 na ceremonii Rock and Roll Hall of Fame. Pod koniec 2015 roku Green Day wypuścił świąteczny singiel, Xmas Time Of The Year, który potwierdził powrót muzyków do studia. 11 sierpnia zespół wypuścił singiel Bang, Bang promujący nadchodzący album. Niedługo po tym światło dzienne ujrzał utwór Revolution Radio oraz Still Breathing, będący ostatnim wydanym singlem przed premierą nowego krążka, który swoją premierę miał 7 października 2016.
Green Day, w ramach trasy koncertowej promującej album Revolution Radio, odwiedził również i Polskę - a konkretnie Tauron Arena Kraków 21 stycznia 2017. Trasa koncertowa oficjalnie rozpoczęła się we wrześniu 2016.

## Muzycy
| - Billie Joe Armstrong – wokal prowadzący, gitara, instrumenty klawiszowe, harmonijka ustna (od 1986) - Mike Dirnt – gitara basowa, wokal wspierający (od 1988), gitara (1986–1988) - Tré Cool – perkusja, instrumenty perkusyjne, wokal wspierający (od 1990) - Sean Hughes – gitara basowa, wokal wspierający (1986–1988) - Raj Punjabi – perkusja, instrumenty perkusyjne, wokal wspierający (1986–1987) - John Kiffmeyer – perkusja, instrumenty perkusyjne, wokal wspierający (1987–1990) - Aaron Cometbus – perkusja, instrumenty perkusyjne, wokal wspierający (1990) - Dave „E.C.” Henwood – perkusja, instrumenty perkusyjne, wokal wspierający (1990) |  | - Jason White – gitara, wokal wspierający (od 1999) - Jason Freese – instrumenty klawiszowe, saksofon, puzon, gitara, wokal wspierający (od 2004) - Jeff Matika – gitara, wokal wspierający (od 2009) - Timmy Chunks – gitara, wokal wspierający (1997–1999) - Garth Schultz – puzon, trąbka (1997–1999) - Gabrial McNair – puzon, saksofon (1999–2000) - Kurt Lohmiller – trąbka, instrumenty perkusyjne (1999–2004) - Mike Pelino – gitara, wokal wspierający (2004–2005) - Ronnie Blake – trąbka, instrumenty perkusyjne (2004–2005) |

## Nagrody[15]
- 1995 – Circus poll:
  - Najlepszy nowy artysta: Green Day
  - Najlepsze CD: Dookie
  - Najlepsza okładka CD: Dookie
  - Najlepszy basista: Mike Dirnt
  - Najlepszy perkusista: Tre Cool
- 1995 – The Bay Area Music Awards:
  - Znakomity album: Dookie – Green Day
  - Znakomity zespół (Green Day)
  - Znakomity basista (Mike Dirnt)
  - Znakomity perkusista (Tre Cool)
- 1995 – Grammy:
  - Alternatywne muzyczne osiągnięcie (Dookie)
- 2001 – California Music Awards (The Bammies):
  - Znakomity album (Warning)
  - Znakomity album punkrockowy/ska (Warning)
  - Znakomity zespół
  - Znakomity wokalista płci męskiej
  - Znakomity basista
  - Znakomity perkusista
  - Znakomity autor piosenek
  - Znakomity artysta wchodzący w skład zespołu
- 2001 – Kerrang's Awards:
  - Klasyczny autor piosenek
- 2003 – California Music Awards:
  - Znakomita grupa
  - Artysta roku
  - Najlepszy gitarzysta (Billie Joe)
  - „Dusza Rocka"
- 2004 – Spike TV's 2004 Video Game Awards:
  - Najlepsza piosenka w grze video
- 2005 – Grammy:
  - Najlepszy rockowy album
- 2005 – Nickelodeon Kid's Choice Awards:
  - Ulubiony zespół/grupa
- 2005 – Juno Award:
  - Najlepszy na świecie album roku
- 2005 – MTV Music Video Awards:
  - 7 z 8 nagród Moon Man
- 2006 – Grammy:
  - Nagranie Roku
- 2009 –  MTV Video Music Awards :
  - Najlepszy rockowy teledysk (21 Guns)
- 2009 –  MTV Europe Music Awards:
  - Najlepszy wykonawca rockowy
- 2009 –  MTV Woodie Awards:
  - Najlepszy wykonawca Woodie: Green Day
- 2009 –  American Music Awards:
  - Najlepszy wykonawca Rock Alternatywny
- 2010 – Grammy:
  - Najlepszy rockowy album
- 2013 – MTV Europe Music Awards
  - Najlepszy wykonawca rockowy
  - 2016- Accept Global Icon Award

### Nominacje do nagród
- 1996 – American Music Awards:
  - Najlepszy alternatywny zespół
  - Najlepszy artysta
- 1995 – Grammy:
  - Najlepszy nowy artysta
  - rockowe osiągnięcie przez duet lub zespół z wokalistą (Basket Case)
  - hardrockowe osiągnięcie (Longview)
- 2001 – Kerrang's Awards:
  - Najlepszy na świecie występ na żywo
  - Najlepszy zespół na świecie
- 2005 – Grammy:
  - Nagranie roku
  - Album roku
  - Producent roku – Rob Cavallo
  - Najlepsza krótka forma muzycznego wideo – American Idiot
- 2005 – British Awards in the UK:
  - Najlepsza na świecie grupa
- 2006 – MTV Video Music Awards:
  - Najlepszy rockowy teledysk (Wake me up when September ends)
- 2008 – Wykonawca wszech czasów MTV Awards (najlepsza 5)
- 2009 –  MTV Europe Music Awards:
  - Najlepszy występ na żywo
  - Najlepszy zespół
- 2009 –  MTV Woodie Awards:
  - Najlepszy wykonawca Woodie: Green Day
- 2009 –  American Music Awards:
  - Najlepszy wykonawca Rock Alternatywny
- 2010 – Grammy:
  - Najlepszy rockowy zespół
  - Najlepsza rockowa piosenka.
- 2012 –  MTV Europe Music Awards:
  - Najlepszy występ na żywo
  - Najlepszy wykonawca rockowy
- 2013 -MTV Europe Music Awards:
  - Najlepszy występ na żywo
  - Najlepszy wykonawca rockowy
  - Najlepszy wykonawca MTV World Stage